# Атлегач (река)
Атлегач — река в России, протекает в Башкортостане. Устье реки находится на 26 км Киебака. Длина реки — 17 км.

## Данные водного реестра
По данным государственного водного реестра России относится к Камскому бассейновому округу, водохозяйственный участок реки — Белая от города Бирск и до устья, речной подбассейн реки — Белая. Речной бассейн реки — Кама.
Код объекта в государственном водном реестре — 10010201612111100026251.